# Arturo del Villar Santamaría
Arturo del Villar Santamaría (n. Santander; 1943), es un escritor, poeta, periodista y editor español.

## Biografía y obra
En 1969 apareció su libro de poemas Primero amor, al que han seguido doce más; el último, que data de 2012, se titula Decir lo que se siente, un título tomado de Quevedo que resume bien toda su labor intelectual, consistente en hacer palabras con intención comunicadora.
Como ensayista literario cuenta con ocho títulos impresos, en su mayor parte dedicados a Juan Ramón Jiménez, de quien es uno de sus principales estudiosos: ha preparado veintiséis ediciones anotadas de obras suyas, así como el diario de bodas de su esposa, Zenobia Camprubí.
Interesado por el arte contemporáneo, es autor de monografías sobre los pintores Manuel Gómez Raba, Agustín de Celis, Eduardo Sanz y José María Iglesias, y también de un estudio sobre el compromiso social de Picasso, y del volumen de prosa y verso Siete pintores con Santander. Ha rescatado dos obras literarias del pintor y crítico de arte Ceferino Araujo Sánchez, sobre Goya y las artes al principiar el siglo XIX, editadas con un largo estudio preliminar.
Otra de sus actividades es la política: tiene publicados catorce libros sobre esa materia, siempre con la  República como referente obligado, y la figura de Manuel Azaña como ejemplo, según demuestran los títulos Manuel Azaña en Galicia, El primer estreno teatral de Azaña: “La carroza del Santísimo”, o Manuel Azaña, símbolo del ideal republicano, pero también ha estudiado a Pi y Margall o Constancia de la Mora e Ignacio Hidalgo de Cisneros. 
En 1982 editó una novela, y algunos cuentos suyos han aparecido en periódicos, aunque cultiva poco la narrativa. Ha realizado diversas antologías poéticas, alguna tan llamativa como la que tiene a los automóviles como tema. Más de un millar de artículos llevan su firma en diarios y revistas de España e Hispanoamérica, y también ha colaborado con versos y prosas en libros de varios autores.
Esta labor ha merecido varios premios, como el Guipúzcoa de poesía, el Gabriel y Galán de ensayos, o el de periodismo de la Real Academia Nacional de Medicina. Le fue concedida una ayuda a la creación literaria por el Ministerio de Cultura, y la Asociación de Escritores y Artistas le ha otorgado una medalla de Honor.
En 1981 creó la editorial Los Libros de Fausto, con cinco colecciones en su haber, dedicadas solamente a la poesía, lo que significa que se trata de una empresa sin ánimo de lucro. Mención especial merece su tarea como conferenciante, ya que ha visitado todas las regiones españolas para hablar sobre diversas cuestiones. Es presidente de la asociación cultural Colectivo Republicano Tercer Milenio.

### Obras publicadas

#### Poesía
- Primero amor, Palencia, 1969
- Inmensa playa consagrada a Whitman, Caracas (Venezuela), 1970
- Su exilio está en la noche, Madrid, 1972.
- Son testimonios del viajero solo, Madrid, 1972
- Quiénes son los condenados, México, D. F., 1973
- Retrato (retocado) del poeta adolescente y de sus mitos, Sevilla, 1974
- El protagonista de la fortuna se refleja en su río y entonces habla consigo mismo, Zaragoza, 1978
- Serán los ídolos de la belleza, Talavera de la Reina (Toledo), 1983
- Miseria de la poesía, Madrid, 1983
- De la consolación por la poesía en la última página de la noche, Santander, 1994
- El hacedor de palabras levanta con su sombra un monumento al vacío, Madrid, 2004
- Acción poética, Madrid, 2011* Decir lo que se siente, Madrid, 2012.

#### Ensayos literarios
- Gerardo Diego, Madrid, 1981
- Los motivos del diálogo en Vicente Aleixandre, Madrid, 1982
- La poesía total de Gerardo Diego, Madrid, 1984
- Crítica de la razón estética (El ejemplo de Juan Ramón Jiménez), Madrid, 1988
- Tres normas de eternidad: J. Ramón J., José Gorostiza y Octavio Paz, Madrid, 1991
- Elegía continuada por dos andaluces de llama viva. Don Francisco y Juan Ramón, Madrid, 1997
- La poesía de Ernestina de Champourcin: estética, erótica y mística, Cuenca, 2002
- La espera sin esperanza en el teatro de López Aranda, Madrid, 2007.

#### Ensayos políticos
- Manuel Azaña en Galicia, Madrid, 2004, y La Coruña, 2005
- El primer estreno teatral de Azaña: "La carroza del Santísimo", Madrid, 2004
- Manuel Azaña, símbolo del ideal republicano, Madrid, 2005
- El centenario de "La República de las Letras": una revista republicana y literaria, Madrid, 2005
- El federalismo humanista de Pi y Margall, Madrid, 2006
- Los poetas del 27 y la República, Madrid, 2006
- Juan Ramón Jiménez, poeta republicano, Madrid, 2006
- Picasso, un obrero pintor para la República, Madrid, 2007
- Maruja Mallo, pintora del pueblo, testigo de lo que hicieron en Galicia, Madrid, 2009
- 50 cartas republicanas e inéditas a “El País”, Madrid, 2009
- Escritos republicanos, Madrid, 2009
- Manuel Azaña y Valladolid, Madrid, 2010
- ¡Viva la III República!, Madrid, 2010
- Dos aristócratas republicanos. Constancia de la Mora y Maura e Ignacio Hidalgo de Cisneros, 2012
- Que la pluma sea una pistola así en la paz como en la guerra, 2012.

#### Ensayos artísticos
- Raba, Madrid, 1974
- Celis, Madrid, 1976
- El amor, el mar y Eduardo Sanz, con ocho serigrafías, Madrid, 1977
- Siete pintores con Santander, Santander, 1980
- Pintura y estética de Juan Ramón Jiménez (con el seudónimo de María Carrera), Huelva, 1989
- Elucidación de José María Iglesias, Madrid, 2007.

#### Narrativa
- El sonido redondo del tiempo, Madrid, 1982.

#### Ediciones anotadas
- Crítica paralela, de Juan Ramón Jiménez, Madrid, 1975
- La obra desnuda, de J. R. J., Sevilla, 1976
- Antología poética. Platero y yo, de J. R. J, Madrid, 1976
- Ángeles de Compostela y Vuelta del peregrino, de Gerardo Diego, Madrid, 1976
- Con Juan Ramón, VV. AA., Sevilla, 1978
- Historias y cuentos, de J. R. J., Barcelona, 1979
- Imagen múltiple de Gerardo Diego, VV. AA., Madrid, 1980
- Elejías andaluzas, de J. R. J., Barcelona, 1980
- Autobiografía y artes poéticas, de J. R. J., Madrid, 1981
- Picasso: el pintor como modelo, VV. AA. Madrid, 1981
- Elejías andaluzas, 2ª ed., Barcelona, 1981
- Un tiempo extraño, de José Luis Núñez, Madrid, 1982
- Mujer y hombre, de J. R. J., Madrid, 1983
- Quincena ultraísta, de José de Ciria, Madrid, 1983
- Historias y cuentos, 2ª ed., Barcelona, 1983
- Poesía para niños y adolescentes, de J. R. J., Madrid, 1985
- Antología poética, de J. R. J., Madrid, 1985, y reediciones
- Autobiografía y autocrítica, de J. R. J., Madrid, 1985
- Vivir con Juan Ramón, de Zenobia Camprubí, Madrid, 1986
- Tiempo y Espacio, de J. R. J., Madrid, 1986, 2 ed
- Cuadernos de Zenobia y Juan Ramón,  9 volúmenes, Madrid, 1987 a 1994
- 22 poemas de Arte menor, de J. R. J., Madrid, 1987
- Autología poética (Poesía española sobre automóviles), VV. AA., Madrid, 1988
- El zaratán, de J. R. J., Huelva, 1990
- Ceniza de rosas, de J. R. J., Rute (Córdoba), 1991
- Historias y cuentos, de J. R. J., Barcelona, 1994
- Elejías andaluzas, de J. R. J., Barcelona, 1994
- 80 nuevos aforismos, de J. R. J., San Roque (Cádiz), 1995
- Entes y sombras de mi infancia, de J. R. J., Madrid, 1997
- Biografía secreta, de Ricardo López Aranda, Santander, 2003
- Goya y su época. Las artes al principiar el siglo XIX, de Ceferino Araujo, Santander, 2005.